# La llar apagada
La llar apagada és una obra teatral de tres actes, original d'Ignasi Iglesias, estrenada al Teatre Novetats de Barcelona, la nit del 17 de desembre de 1926.
L'acció passa en una barriada aristocràtica de Barcelona.

## Repartiment de l'estrena
- Elena: Empar Ferrándiz
- Senyora Rosalia: Maria Morera
- Clementina: Josepa Fornés
- Angelona: Matilde Xatart
- Norbert: Enric Borràs
- Senyor Gaspar: Joaquim Delgado
- Laureà: Robert Samsó
- Dionís: Just Gómez.
- Director artístic: Joaquim Montero